# Alexandru Epureanu
Alexandru Ion Epureanu (Chișinău, 27 settembre 1986) è un ex calciatore moldavo, di ruolo difensore.

## Biografia
Anche suo fratello Sergiu Epureanu, ora allenatore, era un calciatore.

## Carriera

### Club
La sua carriera é principalmente legata all'İstanbul Başakşehir dove ha giocato per ben 9 anni, raggiungendo le 200 presenze

### Nazionale
Il 31 marzo 2021, in occasione della sconfitta per 1-4 contro l'Israele fa la sua 100ª presenza con la nazionale moldava, diventando il primo moldavo a raggiungere tale cifra.

## Statistiche

### Cronologia presenze e reti in nazionale
| Cronologia completa delle presenze e delle reti in nazionale ― Moldavia | Cronologia completa delle presenze e delle reti in nazionale ― Moldavia | Cronologia completa delle presenze e delle reti in nazionale ― Moldavia | Cronologia completa delle presenze e delle reti in nazionale ― Moldavia | Cronologia completa delle presenze e delle reti in nazionale ― Moldavia | Cronologia completa delle presenze e delle reti in nazionale ― Moldavia | Cronologia completa delle presenze e delle reti in nazionale ― Moldavia | Cronologia completa delle presenze e delle reti in nazionale ― Moldavia |
| Data                                                                    | Città                                                                   | In casa                                                                 | Risultato                                                               | Ospiti                                                                  | Competizione                                                            | Reti                                                                    | Note                                                                    |
| ----------------------------------------------------------------------- | ----------------------------------------------------------------------- | ----------------------------------------------------------------------- | ----------------------------------------------------------------------- | ----------------------------------------------------------------------- | ----------------------------------------------------------------------- | ----------------------------------------------------------------------- | ----------------------------------------------------------------------- |
| 6-9-2006                                                                | Oslo                                                                    | Norvegia                                                                | 2 – 0                                                                   | Moldavia                                                                | Qual. Euro 2008                                                         | -                                                                       |                                                                         |
| 7-10-2006                                                               | Chișinău                                                                | Moldavia                                                                | 2 – 2                                                                   | Bosnia ed Erzegovina                                                    | Qual. Euro 2008                                                         | -                                                                       |                                                                         |
| 11-10-2006                                                              | Francoforte                                                             | Turchia                                                                 | 5 – 0                                                                   | Moldavia                                                                | Qual. Euro 2008                                                         | -                                                                       | 46’                                                                     |
| 7-2-2007                                                                | Bucarest                                                                | Romania                                                                 | 2 – 0                                                                   | Moldavia                                                                | Amichevole                                                              | -                                                                       |                                                                         |
| 24-3-2007                                                               | Chișinău                                                                | Moldavia                                                                | 1 – 1                                                                   | Malta                                                                   | Qual. Euro 2008                                                         | 1                                                                       | 35’                                                                     |
| 28-3-2007                                                               | Budapest                                                                | Ungheria                                                                | 2 – 0                                                                   | Moldavia                                                                | Qual. Euro 2008                                                         | -                                                                       |                                                                         |
| 6-6-2007                                                                | Candia                                                                  | Grecia                                                                  | 2 – 1                                                                   | Moldavia                                                                | Qual. Euro 2008                                                         | -                                                                       |                                                                         |
| 22-8-2007                                                               | Riga                                                                    | Lettonia                                                                | 1 – 2                                                                   | Moldavia                                                                | Amichevole                                                              | -                                                                       | 49’                                                                     |
| 8-9-2007                                                                | Chișinău                                                                | Moldavia                                                                | 0 – 1                                                                   | Norvegia                                                                | Qual. Euro 2008                                                         | -                                                                       |                                                                         |
| 12-9-2007                                                               | Sarajevo                                                                | Bosnia ed Erzegovina                                                    | 0 – 1                                                                   | Moldavia                                                                | Qual. Euro 2008                                                         | -                                                                       |                                                                         |
| 13-10-2007                                                              | Chișinău                                                                | Moldavia                                                                | 1 – 1                                                                   | Turchia                                                                 | Qual. Euro 2008                                                         | -                                                                       | 65’                                                                     |
| 17-11-2007                                                              | Chișinău                                                                | Moldavia                                                                | 3 – 0                                                                   | Ungheria                                                                | Qual. Euro 2008                                                         | -                                                                       | 84’                                                                     |
| 6-2-2008                                                                | Antalya                                                                 | Kazakistan                                                              | 0 – 1                                                                   | Moldavia                                                                | Amichevole                                                              | -                                                                       |                                                                         |
| 24-5-2008                                                               | Fiume                                                                   | Croazia                                                                 | 1 – 0                                                                   | Moldavia                                                                | Amichevole                                                              | -                                                                       |                                                                         |
| 28-5-2008                                                               | Tiraspol                                                                | Moldavia                                                                | 2 – 2                                                                   | Armenia                                                                 | Amichevole                                                              | -                                                                       |                                                                         |
| 20-8-2008                                                               | Marijampolė                                                             | Lituania                                                                | 3 – 0                                                                   | Moldavia                                                                | Amichevole                                                              | -                                                                       |                                                                         |
| 6-9-2008                                                                | Tiraspol                                                                | Moldavia                                                                | 1 – 2                                                                   | Lettonia                                                                | Qual. Mondiali 2010                                                     | -                                                                       |                                                                         |
| 10-9-2008                                                               | Chișinău                                                                | Moldavia                                                                | 1 – 2                                                                   | Israele                                                                 | Qual. Mondiali 2010                                                     | -                                                                       | 81’                                                                     |
| 11-10-2008                                                              | Il Pireo                                                                | Grecia                                                                  | 3 – 0                                                                   | Moldavia                                                                | Qual. Mondiali 2010                                                     | -                                                                       |                                                                         |
| 15-10-2008                                                              | Lussemburgo                                                             | Lussemburgo                                                             | 0 – 0                                                                   | Moldavia                                                                | Qual. Mondiali 2010                                                     | -                                                                       |                                                                         |
| 18-11-2008                                                              | Tallinn                                                                 | Estonia                                                                 | 1 – 0                                                                   | Moldavia                                                                | Amichevole                                                              | -                                                                       |                                                                         |
| 19-11-2008                                                              | Tallinn                                                                 | Lituania                                                                | 2 – 1                                                                   | Moldavia                                                                | Amichevole                                                              | -                                                                       |                                                                         |
| 11-2-2009                                                               | Adalia                                                                  | Macedonia                                                               | 1 – 1                                                                   | Moldavia                                                                | Amichevole                                                              | -                                                                       |                                                                         |
| 28-3-2009                                                               | Chișinău                                                                | Moldavia                                                                | 0 – 2                                                                   | Svizzera                                                                | Qual. Mondiali 2010                                                     | -                                                                       | 63’                                                                     |
| 6-6-2009                                                                | Adalia                                                                  | Georgia                                                                 | 1 – 2                                                                   | Moldavia                                                                | Amichevole                                                              | -                                                                       | Cap.                                                                    |
| 10-6-2009                                                               | Borisov                                                                 | Bielorussia                                                             | 2 – 2                                                                   | Moldavia                                                                | Amichevole                                                              | -                                                                       | Cap.                                                                    |
| 12-8-2009                                                               | Erevan                                                                  | Armenia                                                                 | 1 – 4                                                                   | Moldavia                                                                | Amichevole                                                              | 1                                                                       |                                                                         |
| 9-9-2009                                                                | Chișinău                                                                | Moldavia                                                                | 1 – 1                                                                   | Grecia                                                                  | Qual. Mondiali 2010                                                     | -                                                                       |                                                                         |
| 10-10-2009                                                              | Ramat Gan                                                               | Israele                                                                 | 3 – 1                                                                   | Moldavia                                                                | Qual. Mondiali 2010                                                     | -                                                                       |                                                                         |
| 13-10-2009                                                              | Riga                                                                    | Lettonia                                                                | 3 – 2                                                                   | Moldavia                                                                | Qual. Mondiali 2010                                                     | -                                                                       |                                                                         |
| 3-3-2010                                                                | Adalia                                                                  | Moldavia                                                                | 1 – 0                                                                   | Kazakistan                                                              | Amichevole                                                              | 1                                                                       | Cap.                                                                    |
| 26-5-2010                                                               | Seekirchen am Wallersee                                                 | Moldavia                                                                | 1 – 1                                                                   | Azerbaigian                                                             | Amichevole                                                              | -                                                                       | Cap.                                                                    |
| 29-5-2010                                                               | Anif                                                                    | Emirati Arabi Uniti                                                     | 3 – 2                                                                   | Moldavia                                                                | Amichevole                                                              | -                                                                       | Cap.                                                                    |
| 3-9-2010                                                                | Chișinău                                                                | Moldavia                                                                | 2 – 0                                                                   | Finlandia                                                               | Qual. Euro 2012                                                         | -                                                                       | Cap.                                                                    |
| 7-9-2010                                                                | Budapest                                                                | Ungheria                                                                | 2 – 1                                                                   | Moldavia                                                                | Qual. Euro 2012                                                         | -                                                                       | Cap.                                                                    |
| 8-10-2010                                                               | Chișinău                                                                | Moldavia                                                                | 0 – 1                                                                   | Paesi Bassi                                                             | Qual. Euro 2012                                                         | -                                                                       | Cap.                                                                    |
| 12-10-2010                                                              | Serravalle                                                              | San Marino                                                              | 0 – 2                                                                   | Moldavia                                                                | Qual. Euro 2012                                                         | -                                                                       | Cap.                                                                    |
| 6-2-2011                                                                | Vila Real de Santo Antonio                                              | Moldavia                                                                | 0 – 1                                                                   | Polonia                                                                 | Amichevole                                                              | -                                                                       | Cap. 37’                                                                |
| 9-2-2011                                                                | Lagos                                                                   | Andorra                                                                 | 1 – 2                                                                   | Moldavia                                                                | Amichevole                                                              | -                                                                       | Cap. 89’                                                                |
| 8-10-2011                                                               | Strovolos                                                               | Cipro                                                                   | 3 – 2                                                                   | Moldavia                                                                | Amichevole                                                              | -                                                                       | Cap. 87’                                                                |
| 2-9-2011                                                                | Helsinki                                                                | Finlandia                                                               | 4 – 1                                                                   | Moldavia                                                                | Qual. Euro 2012                                                         | -                                                                       | Cap. 67’                                                                |
| 6-9-2011                                                                | Chișinău                                                                | Moldavia                                                                | 0 – 2                                                                   | Ungheria                                                                | Qual. Euro 2012                                                         | -                                                                       | Cap.                                                                    |
| 7-10-2011                                                               | Rotterdam                                                               | Paesi Bassi                                                             | 1 – 0                                                                   | Moldavia                                                                | Qual. Euro 2012                                                         | -                                                                       | Cap.                                                                    |
| 11-10-2011                                                              | Chișinău                                                                | Moldavia                                                                | 4 – 0                                                                   | San Marino                                                              | Qual. Euro 2012                                                         | -                                                                       | Cap.                                                                    |
| 11-11-2011                                                              | Tbilisi                                                                 | Georgia                                                                 | 2 – 0                                                                   | Moldavia                                                                | Amichevole                                                              | -                                                                       | Cap.                                                                    |
| 29-2-2012                                                               | Aksu                                                                    | Bielorussia                                                             | 1 – 1                                                                   | Moldavia                                                                | Amichevole                                                              | -                                                                       | Cap.                                                                    |
| 15-8-2012                                                               | Tirana                                                                  | Albania                                                                 | 0 – 0                                                                   | Moldavia                                                                | Amichevole                                                              | -                                                                       | Cap.                                                                    |
| 7-9-2012                                                                | Chișinău                                                                | Moldavia                                                                | 0 – 5                                                                   | Inghilterra                                                             | Qual. Mondiali 2014                                                     | -                                                                       | Cap.                                                                    |
| 11-9-2012                                                               | Breslavia                                                               | Polonia                                                                 | 2 – 0                                                                   | Moldavia                                                                | Qual. Mondiali 2014                                                     | -                                                                       | Cap.                                                                    |
| 12-10-2012                                                              | Chișinău                                                                | Moldavia                                                                | 0 – 0                                                                   | Ucraina                                                                 | Qual. Mondiali 2014                                                     | -                                                                       | Cap.                                                                    |
| 16-10-2012                                                              | Serravalle                                                              | San Marino                                                              | 0 – 2                                                                   | Moldavia                                                                | Qual. Mondiali 2014                                                     | 1                                                                       | Cap.                                                                    |
| 6-2-2013                                                                | Antalya                                                                 | Moldavia                                                                | 0 – 3                                                                   | Kazakistan                                                              | Amichevole                                                              | -                                                                       | Cap.                                                                    |
| 22-3-2013                                                               | Chișinău                                                                | Moldavia                                                                | 0 – 1                                                                   | Montenegro                                                              | Qual. Mondiali 2014                                                     | -                                                                       | Cap.                                                                    |
| 26-3-2013                                                               | Odessa                                                                  | Ucraina                                                                 | 2 – 1                                                                   | Moldavia                                                                | Qual. Mondiali 2014                                                     | -                                                                       | Cap.                                                                    |
| 7-6-2013                                                                | Chișinău                                                                | Moldavia                                                                | 1 – 1                                                                   | Polonia                                                                 | Qual. Mondiali 2014                                                     | -                                                                       | Cap.                                                                    |
| 14-8-2013                                                               | Chișinău                                                                | Moldavia                                                                | 1 – 1                                                                   | Andorra                                                                 | Amichevole                                                              | -                                                                       | Cap.                                                                    |
| 6-9-2013                                                                | Londra                                                                  | Inghilterra                                                             | 4 – 0                                                                   | Moldavia                                                                | Qual. Mondiali 2014                                                     | -                                                                       | Cap.                                                                    |
| 18-11-2013                                                              | Chișinău                                                                | Moldavia                                                                | 1 – 1                                                                   | Lituania                                                                | Amichevole                                                              | -                                                                       | Cap.                                                                    |
| 5-3-2014                                                                | Andorra la Vella                                                        | Andorra                                                                 | 0 – 3                                                                   | Moldavia                                                                | Amichevole                                                              | 2                                                                       | Cap.                                                                    |
| 24-5-2014                                                               | Jerez de la Frontera                                                    | Arabia Saudita                                                          | 0 – 4                                                                   | Moldavia                                                                | Amichevole                                                              | 1                                                                       | Cap.                                                                    |
| 27-5-2014                                                               | Mauer bei Amstetten                                                     | Moldavia                                                                | 1 – 1                                                                   | Canada                                                                  | Amichevole                                                              | -                                                                       | Cap.                                                                    |
| 3-9-2014                                                                | Kiev                                                                    | Ucraina                                                                 | 1 – 0                                                                   | Moldavia                                                                | Amichevole                                                              | -                                                                       | Cap.                                                                    |
| 8-9-2014                                                                | Podgorica                                                               | Montenegro                                                              | 2 – 0                                                                   | Moldavia                                                                | Qual. Euro 2016                                                         | -                                                                       | Cap.                                                                    |
| 9-10-2014                                                               | Chișinău                                                                | Moldavia                                                                | 1 – 2                                                                   | Austria                                                                 | Qual. Euro 2016                                                         | -                                                                       | Cap.                                                                    |
| 12-10-2014                                                              | Mosca                                                                   | Russia                                                                  | 1 – 1                                                                   | Moldavia                                                                | Qual. Euro 2016                                                         | 1                                                                       | Cap.                                                                    |
| 15-11-2014                                                              | Chișinău                                                                | Moldavia                                                                | 0 – 1                                                                   | Liechtenstein                                                           | Qual. Euro 2016                                                         | -                                                                       | Cap.                                                                    |
| 27-3-2015                                                               | Chișinău                                                                | Moldavia                                                                | 0 – 2                                                                   | Svezia                                                                  | Qual. Euro 2016                                                         | -                                                                       | Cap.                                                                    |
| 9-6-2015                                                                | Lussemburgo                                                             | Lussemburgo                                                             | 0 – 0                                                                   | Moldavia                                                                | Amichevole                                                              | -                                                                       | Cap. 60’                                                                |
| 14-6-2015                                                               | Vaduz                                                                   | Liechtenstein                                                           | 1 – 1                                                                   | Moldavia                                                                | Qual. Euro 2016                                                         | -                                                                       | Cap. 46’                                                                |
| 24-3-2016                                                               | Ta' Qali                                                                | Malta                                                                   | 0 – 0                                                                   | Moldavia                                                                | Amichevole                                                              | -                                                                       | Cap. 46’                                                                |
| 28-3-2016                                                               | Paola                                                                   | Andorra                                                                 | 0 – 1                                                                   | Moldavia                                                                | Amichevole                                                              | -                                                                       | Cap. 55’                                                                |
| 27-5-2016                                                               | Koprivnica                                                              | Croazia                                                                 | 1 – 0                                                                   | Moldavia                                                                | Amichevole                                                              | -                                                                       | Cap.                                                                    |
| 3-6-2016                                                                | Lugano                                                                  | Svizzera                                                                | 2 – 1                                                                   | Moldavia                                                                | Amichevole                                                              | -                                                                       | Cap.                                                                    |
| 5-9-2016                                                                | Cardiff                                                                 | Galles                                                                  | 4 – 0                                                                   | Moldavia                                                                | Qual. Mondiali 2018                                                     | -                                                                       | Cap.                                                                    |
| 6-10-2016                                                               | Chișinău                                                                | Moldavia                                                                | 0 – 3                                                                   | Serbia                                                                  | Qual. Mondiali 2018                                                     | -                                                                       | Cap.                                                                    |
| 12-11-2016                                                              | Tbilisi                                                                 | Georgia                                                                 | 1 – 1                                                                   | Moldavia                                                                | Qual. Mondiali 2018                                                     | -                                                                       | Cap.                                                                    |
| 24-3-2017                                                               | Vienna                                                                  | Austria                                                                 | 2 – 0                                                                   | Moldavia                                                                | Qual. Mondiali 2018                                                     | -                                                                       | Cap.                                                                    |
| 27-3-2017                                                               | Eskişehir                                                               | Turchia                                                                 | 3 – 1                                                                   | Moldavia                                                                | Amichevole                                                              | -                                                                       | Cap.                                                                    |
| 11-6-2017                                                               | Chișinău                                                                | Moldavia                                                                | 2 – 2                                                                   | Georgia                                                                 | Qual. Mondiali 2018                                                     | -                                                                       | Cap.                                                                    |
| 2-9-2017                                                                | Belgrado                                                                | Serbia                                                                  | 3 – 0                                                                   | Moldavia                                                                | Qual. Mondiali 2018                                                     | -                                                                       | Cap.                                                                    |
| 5-9-2017                                                                | Chișinău                                                                | Moldavia                                                                | 0 – 2                                                                   | Galles                                                                  | Qual. Mondiali 2018                                                     | -                                                                       | Cap. 10’                                                                |
| 6-10-2017                                                               | Dublino                                                                 | Irlanda                                                                 | 2 – 0                                                                   | Moldavia                                                                | Qual. Mondiali 2018                                                     | -                                                                       | Cap.                                                                    |
| 9-10-2017                                                               | Chișinău                                                                | Moldavia                                                                | 0 – 1                                                                   | Austria                                                                 | Qual. Mondiali 2018                                                     | -                                                                       | Cap.                                                                    |
| 27-3-2018                                                               | Beauvais                                                                | Costa d'Avorio                                                          | 2 – 1                                                                   | Moldavia                                                                | Amichevole                                                              | -                                                                       | Cap.                                                                    |
| 4-6-2018                                                                | Kematen in Tirol                                                        | Armenia                                                                 | 0 – 0                                                                   | Moldavia                                                                | Amichevole                                                              | -                                                                       | Cap.                                                                    |
| 8-9-2018                                                                | Lussemburgo                                                             | Lussemburgo                                                             | 4 – 0                                                                   | Moldavia                                                                | UEFA Nations League 2018-2019 - 1º turno                                | -                                                                       | Cap.                                                                    |
| 11-9-2018                                                               | Chișinău                                                                | Moldavia                                                                | 0 – 0                                                                   | Bielorussia                                                             | UEFA Nations League 2018-2019 - 1º turno                                | -                                                                       | Cap.                                                                    |
| 12-10-2018                                                              | Chișinău                                                                | Moldavia                                                                | 2 – 0                                                                   | San Marino                                                              | UEFA Nations League 2018-2019 - 1º turno                                | -                                                                       | Cap.                                                                    |
| 15-10-2018                                                              | Minsk                                                                   | Bielorussia                                                             | 0 – 0                                                                   | Moldavia                                                                | UEFA Nations League 2018-2019 - 1º turno                                | -                                                                       | Cap.                                                                    |
| 15-11-2018                                                              | Serravalle                                                              | San Marino                                                              | 0 – 1                                                                   | Moldavia                                                                | UEFA Nations League 2018-2019 - 1º turno                                | -                                                                       | Cap.                                                                    |
| 18-11-2018                                                              | Chișinău                                                                | Moldavia                                                                | 1 – 1                                                                   | Lussemburgo                                                             | UEFA Nations League 2018-2019 - 1º turno                                | -                                                                       |                                                                         |
| 3-9-2020                                                                | Parma                                                                   | Moldavia                                                                | 1 – 1                                                                   | Kosovo                                                                  | UEFA Nations League 2020-2021 - 1º turno                                | -                                                                       | 71’                                                                     |
| 6-9-2020                                                                | Lubiana                                                                 | Slovenia                                                                | 1 – 0                                                                   | Moldavia                                                                | UEFA Nations League 2020-2021 - 1º turno                                | -                                                                       | 46’                                                                     |
| 7-10-2020                                                               | Firenze                                                                 | Italia                                                                  | 6 – 0                                                                   | Moldavia                                                                | Amichevole                                                              | -                                                                       | 28’                                                                     |
| 11-10-2020                                                              | Amarousio                                                               | Grecia                                                                  | 2 – 0                                                                   | Moldavia                                                                | UEFA Nations League 2020-2021 - 1º turno                                | -                                                                       | 46’                                                                     |
| 12-11-2020                                                              | Chișinău                                                                | Moldavia                                                                | 0 – 0                                                                   | Russia                                                                  | Amichevole                                                              | -                                                                       | Cap.                                                                    |
| 15-11-2020                                                              | Chișinău                                                                | Moldavia                                                                | 0 – 2                                                                   | Grecia                                                                  | UEFA Nations League 2020-2021 - 1º turno                                | -                                                                       | 46’                                                                     |
| 25-3-2021                                                               | Chișinău                                                                | Moldavia                                                                | 1 – 1                                                                   | Fær Øer                                                                 | Qual. Mondiali 2022                                                     | -                                                                       | Cap.                                                                    |
| 28-3-2021                                                               | Herning                                                                 | Danimarca                                                               | 8 – 0                                                                   | Moldavia                                                                | Qual. Mondiali 2022                                                     | -                                                                       | Cap.                                                                    |
| 31-3-2021                                                               | Chișinău                                                                | Moldavia                                                                | 1 – 4                                                                   | Israele                                                                 | Qual. Mondiali 2022                                                     | -                                                                       | Cap.                                                                    |
| Totale                                                                  |                                                                         | Presenze (1º posto)                                                     | 100                                                                     |                                                                         | Reti                                                                    | 8                                                                       |                                                                         |

## Palmarès

### Club
- Campionato moldavo: 3

Sheriff Tiraspol: 2004-2005, 2005-2006, 2006-2007
- Coppa di Moldavia: 2

Zimbru Chisinau: 2003-2004
Sheriff Tiraspol: 2005-2006
- Supercoppa di Moldavia: 1

Sheriff Tiraspol: 2005
- Campionato turco: 1

Basaksehir: 2019-2020

### Individuale
- Calciatore moldavo dell'anno: 5

2007, 2009, 2010, 2012, 2018